# Traugott Benjamin Berger
Traugott Benjamin Berger (* 18. Juli 1754 in Stadt Wehlen; † 14. Mai 1810 in Dresden) war ein deutscher Schriftsteller und Jurist.

## Leben und Wirken
Berger stammte aus der Sächsischen Schweiz, besuchte die Kreuzschule in Dresden und studierte zunächst Theologie, später Staats- und Rechtswissenschaften an der Universität Wittenberg. Nach dem Studium wurde er zunächst Privatlehrer für die Kinder des Professors Titius in Wittenberg und später des Finanzassistenzrats Kirsch in Dresden. Er gab vor allem Unterricht in griechischer Sprache. In Dresden gab er alsbald die Übersetzung der Vorlesungen Casanovas über Kunst aus dem Französischen  ins Deutsche heraus. 1787 erhielt er eine feste Anstellung als Sekretär beim Obersteuerkollegiums in Dresden.
Zu der von Christian Theodor Weinlig für den Karfreitag 1786 komponierte Passionsmusik Der Christ am Grabe Jesu schrieb er den Text. Sie wurde von Zeitgenossen besonders geschätzt.

## Werke (Auswahl)
- Der Landtag. Ein Lustspiel in drei Aufzügen. Hilscher, Dresden 1777
- Achills zürnender Schatten, ein tragisches Schauspiel in fünf Aufzügen. Hilscher, Leipzig 1777.
- Liederchen und Gedichte. Leipzig 1777.
- Galora von Venedig, ein Trauerspiel in fünf Aufzügen. Hilscher, Leipzig 1778.